# グレン・フォード (小惑星)
グレン・フォード (3852 Glennford) は小惑星帯に位置する小惑星。ベルギーの天文学者、アンリ・ドゥブオーニュがヨーロッパ南天天文台で発見した。
アメリカ合衆国の俳優グレン・フォードから命名された。